# لی میونگ-هوا
لی میونگ-هوا (انگلیسی: Lee Myung-hwa؛ زادهٔ ۲۹ ژوئیهٔ ۱۹۷۳) بازیکن فوتبال زن اهل کره جنوبی بود.
وی همچنین در تیم ملی فوتبال زنان کره جنوبی بازی کرده است.
وی در مسابقات کشوری و بین‌المللی در مجموع برندهٔ ۱ مدال برنز شده است.